# Ráztočno

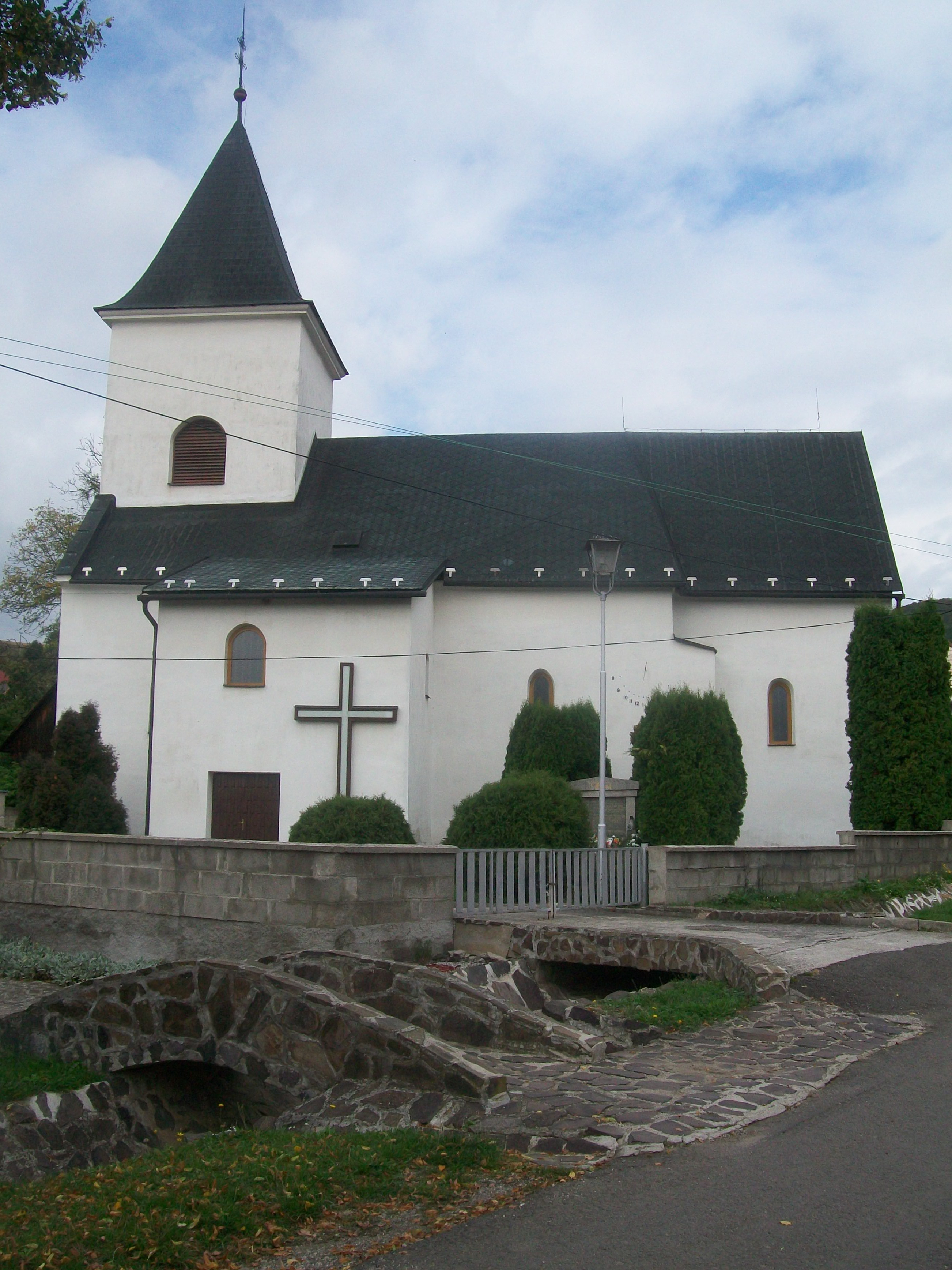
Kerk van de Geboorte van de Maagd Maria

Ráztočno (Hongaars: Rásztony) is een Slowaakse gemeente in de regio Trenčín, en maakt deel uit van het district Prievidza.
Ráztočno telt 1.276 inwoners.